# Пееща революция
Пеещата революция (на естонски: laulev revolutsioon; на латвийски: dziesmotā revolūcija; на литовски: dainuojanti revoliucija) представлява период на национални промени в Прибалтика от 1987 до 1991 г. и на борба за възвръщане на държавната независимост.

## Значение на песните
В СССР пеенето на национално значими песни (като например химните на прибалтийските републики) е строго забранено от съветските власти. Хората биват заплашвани с тежки санкции, които варират от отстраняването от работа до заточение в Сибир.

## По време на Перестройката
По време на т. нар. Перестройка в периода 1988 – 1992 г. се пеят подобни песни на национални събрания и мирни демонстрации. Стотици хиляди хора се събират на обществени места и стадиони, за да изразят своите усилия за информираност и своето мнение за съветската окупация и анексия. По време на подобни сбирки се пеят традиционните народни песни, наречени дайни, които емоционално обединяват народа и показват близките връзки, корени и минало на културите на народите в Прибалтика.
И днес народните песни се пеят на сцените в големите градове в Прибалтика на важни паметни дни, но естествено съпроводени от модерното разбиране, тоест от известни рок банди. Те се разпространяват и на CD и DVD носители.

## В Естония
И до днес продължава да съществува финландското радио YLE, чиито радио- и телевизионни програми успяват да бъдат долавяни и в Естония и в които всеки ден се изпълнявал националния финландски химн от Фредерик Пациус за край на програмите. Мелодията на финландския химн е същата като тази на естонския.
По време на Пеещата революция тази песен започва отново често да се пее в Естония. На демонстрация на талинския песенен фестивал през 1988 повече от 300 хиляди естонци за пръв път отново се осмеляват свободно да запеят забранения си химн.
След като страната получава своята независимост (виж История на Естония), тази песен отново се превръща в официален национален химн.

## Балтийският път
На 23 август 1989 г. (точно 50 години след пакта Рибентроп – Молотов) около два милиона души се организират и образуват жива верига с дължина приблизително 600 км от Талин през Рига и до Вилнюс, за да демонстрират своята позиция за независимост на прибалтийските държави. Това е така нареченият Балтийски път.